# 大花水东哥
大花水东哥（学名：Saurauia punduana），为猕猴桃科水东哥属下的一个植物种。